# Cessna 406

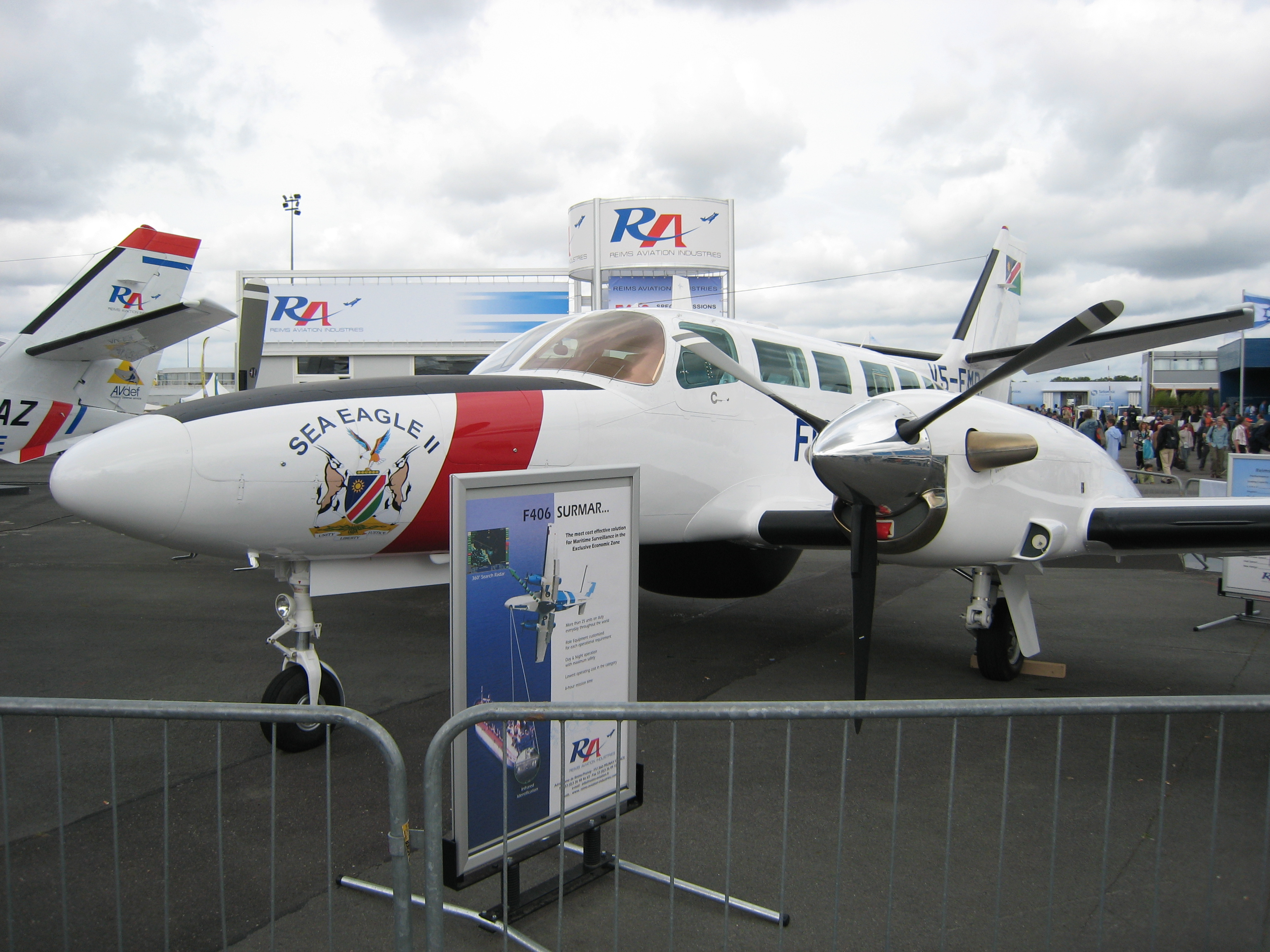
A F406 Surmar на Парижском авиашоу в 2007 году

Cessna 406 — лёгкий турбовинтовой двухмоторный самолёт.
Разработан компанией Cessna совместно с фирмой Reims Aviation. Представлял собой развитие версии Cessna 404. Первый полёт самолёта состоялся в 1983 году. С 1986 года начался серийный выпуск.
Моноплан нормальной аэродинамической схемы, с низкорасположенным крылом и четырнадцатиместной кабиной.

## ЛТХ
- Модификация	  F.406 Caravan II
- Размах крыла, м	  15.08
- Длина самолета,м	  11.89
- Высота самолета,м	  4.01
- Площадь крыла,м2	  23.50
- Масса, кг	 
  - пустого самолета	  2460
  - максимальная взлетная	  4468
- Внутреннее топливо, кг	  1444
- Тип двигателя	  2 ТВД Рratt Whitney Canada PT6A-112
- Мощность, л.с.	  2 х 500
- Крейсерская скорость, км/ч	  455
- Практическая дальность, км	  2135
- Практический потолок, м	  9145
- Экипаж, чел	  2
- Полезная нагрузка:	  12 пассажиров или 1563 кг груза